# Новоселівка (Олександрійський район)
Новосéлівка (до 2016 року — Комінтéрн) — селище в Україні, у Приютівській селищній громаді Олександрійського району Кіровоградської області. Населення становить 631 осіб.

## Географія

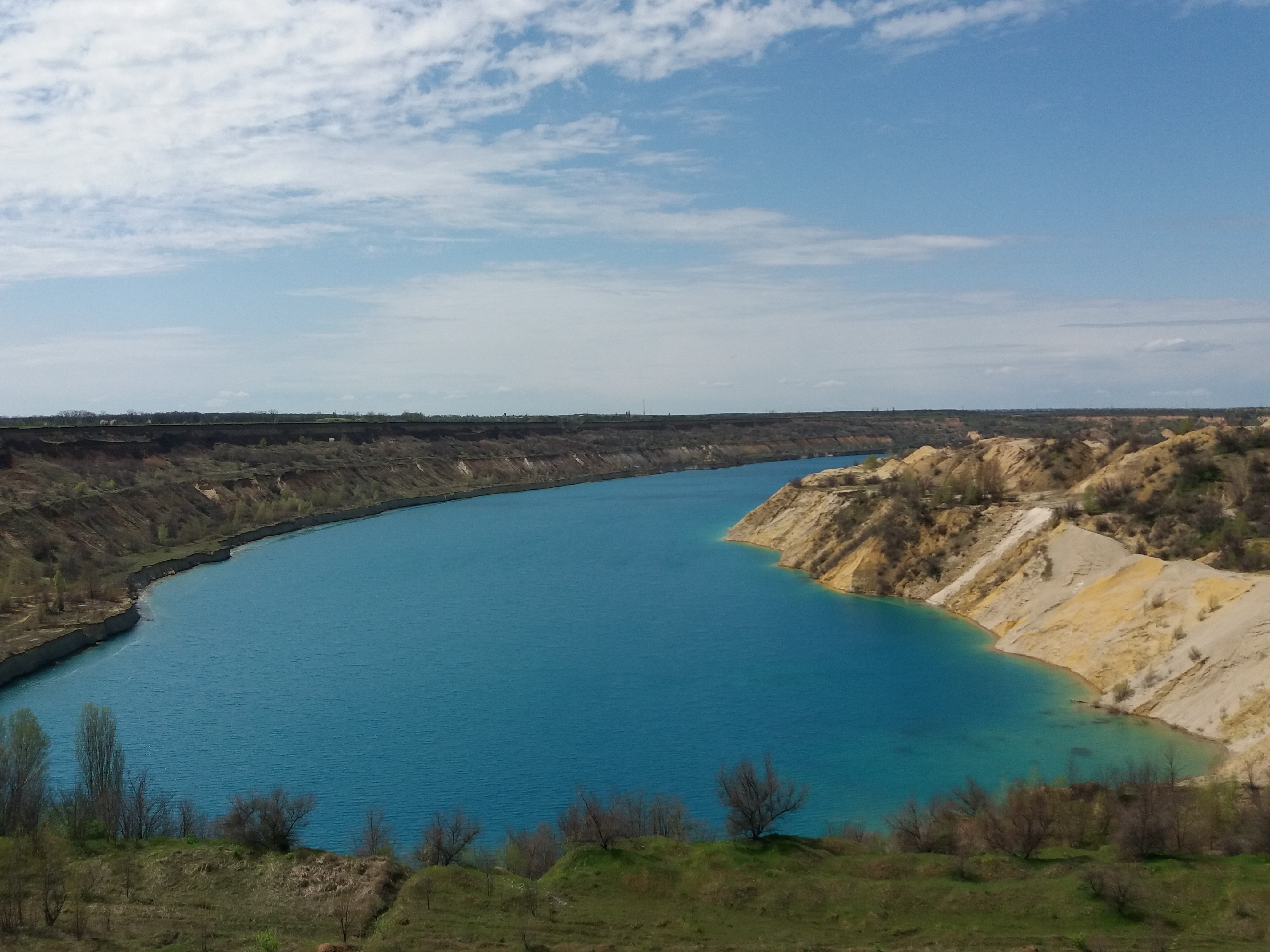
Вид на Морозівський вугільний розріз із Новоселівки

Новоселівка розташована за 7,5 км на захід від Олександрії та на 3 км на схід від Пантаївки. На захід від селища лежить покинутий та затоплений Морозівський вугільний кар'єр.

## Населення
Згідно з переписом УРСР 1989 року чисельність наявного населення селища становила 634 особи, з яких 290 чоловіків та 344 жінки.
За переписом населення України 2001 року в селі мешкало 630 осіб.

### Мова
Розподіл населення за рідною мовою за даними перепису 2001 року:
| Мова       | Відсоток |
| ---------- | -------- |
| українська | 95,09 %  |
| російська  | 3,49 %   |
| вірменська | 0,79 %   |
| молдовська | 0,32 %   |
| білоруська | 0,16 %   |

## Постаті
- Мазур Артем Львович (1995—2021) — старший солдат Збройних Сил України, учасник російсько-української війни.